# Číhošť
Číhošť (v letech 1880-1900 Čihošť, německy Čihošt, od roku 1939 německy: Tschihoscht) je obec ležící na severozápadě okresu Havlíčkův Brod, 7 km severovýchodně od Ledče nad Sázavou. Patří mezi nejstarší obce na Ledečsku. První doložená zmínka o Číhošti je z roku 1347. Žije zde 348 obyvatel, její katastrální výměra činí 1628 ha.

## Historie
První doložená zmínka o vsi Číhošť pochází z roku 1347, kdy se zde připomíná Ctibor s predikátem z Číhoště prodavší 3 lány a hospodu v Tupadlech křížovnickému klášteru v Drobovicích. Jako svědci smlouvy jsou uváděni Mstidruh z Chlumu a Vrbky a Artleb ze Sačana a Vrbky. V této době je již připomínán kostel Nanebevzetí Panny Marie uváděný v roce 1350 jako farní v děkanátu německobrodském.
Prvními doloženými erbovními znameními v historii obce jsou pečeti Ctiborova syna Haneka z Číhoště z let 1347 a 1357. Jejich vyobrazení se nachází v Atlasu erbů a pečetí české a moravské středověké šlechty od Augusta Sedláčka (svazek 5, str. 141 a 181). Hanek prodal v roce 1362 ves Marešovi z Druhanova, který po svém přesídlení na zdejší tvrz přijal predikát z Číhoště.
V letech 1384–1392 byl majitelem vsi Kuneš z Číhoště, který ji v roce 1392 prodal. Po brzké smrti dalšího známého majitele vsi Jana z Číhoště se majetku ujala jeho žena Přiba, která ho po svém odchodu do kláštera prodala správci Aleši, později Aleši z Číhoště. Ten je připomínán roku 1424.
Koncem 15. století je jako majitel obce připomínán Matouš z Chřenovic a z Číhoště, záhy vystřídán Janem Špetlem z Prudic a Žlebů, který Číhošť v roce 1500 prodal Michalu Slavatovi z Chlumu a Košumberka. Roku 1578 bylo zdejší panství připojeno k Ledči, jejímž majitelem byl Jaroslav Trčka z Lípy. Od této doby byla Číhošť nedílnou součástí panství ledečského, podobně jako například obec Kožlí.
V letech 2006-2010 působil jako starosta Jiří Novák, od roku 2010 tuto funkci zastává Jaroslav Tvrdík.

### Číhošťský zázrak
Ve dnech 11. a 25. prosince 1949 došlo v místním kostele k dosud nevysvětlenému pohybu kříže na hlavním oltáři. V obci byl 22. února 1990 slavnostně odhalen pomník kněze Josefa Toufara, který byl v době Číhošťského zázraku v Číhošti farářem a kterého příslušníci StB během „vyšetřování“ události umučili k smrti. Roku 2015 byly ostatky, identifikované jako Toufarovy, pohřbeny v hrobce číhošťského kostela (uložení v chrámu Nanebevzetí Panny Marie, přímý přenos ČT2 slunečná neděle 12. července 2015) za účasti tisíců věřících i zahraničních hostů. Doprovodnou mši, při níž ležela u rakve mučedníka kytice prezidenta Zemana a jeho choti, celebroval královéhradecký biskup Jan Vokál.
| Rok            | 1869 | 1880 | 1890 | 1900 | 1910 | 1921 | 1930 | 1950 | 1961 | 1970 | 1980 | 1991 | 2001 | 2006 | 2014 |
| Počet obyvatel | 1067 | 1044 | 1013 | 915  | 885  | 880  | 844  | 620  | 574  | 481  | 418  | 347  | 335  | 336  | 315  |

## Návrh znaku a vlajky
Při výběru návrhu na zhotovení znaku a vlajky obce Číhošť byly pečlivě zvažovány všechny jeho charakteristiky – kulturní, geografické, historické, architektonické, společenské, jazykovědné, komunikační, heraldické, vexilologické, estetické, sémiologické a sémiotické.
Hlavní ideou návrhu znaku byla reflexe historie obce Číhošť spojená s dominantou, kterou v obci je bezesporu zdejší gotický kostel Nanebevzetí Panny Marie. Proto byl do prvního návrhu schváleného zastupiteli obce dán kostel celý, avšak návrh nebyl schválen. V současné podobě tak zastupuje tuto jedinečnou památku pouze kostelní věž. K tomu je třeba ještě poznamenat, že při schvalování znaku a vlajky v obci bylo zastupitelům celkem předloženo 18 variant.
Před několika lety byl poblíž obce vyměřen střed České republiky, což v levé části polceného štítu symbolizuje černý kříž. Ten také připomíná dávnou křižovatku cest a utrpení a smrt zdejšího faráře Josefa Toufara po událostech historicky označovaných jako číhošťský zázrak.
Barevnost vycházející ze staletého připojení Číhošti k panství ledečskému je kombinací stříbrné a červené, respektive bílé a červené barvy. Červená však na znaku má význam i historický, protože se v roce 1648 poblíž obce odehrál jediný střet (bitka) se švédským vojskem na Ledečsku. Stříbrná na znaku Číhoště nese původ ve zdejších dolech na stříbrnou rudu nacházející se po staletí nedaleko obce. V roce 1781 bylo po nálezu několika žil navrženo kutnohorskému hormistrovi, aby zde byla obnovena těžba rudy, která však v roce 1783 skončila z důvodu rozbití vodního čerpadla a zatopení dolů. Autorem návrhu znaku a vlajky je Tomáš Zdechovský, který zhotovil například znak a vlajku obcím Kožlí u Ledče nad Sázavou, Dolní Čermná, Veselá, Písek, Chlumec nad Cidlinou nebo Třebechovice pod Orebem.

## Části obce
- Číhošť
- Hlohov
- Hroznětín
- Tunochody
- Zdeslavice

## Památky v obci
- Kostel Nanebevzetí Panny Marie je poprvé připomínán již roku 1350 jako farní kostel
- Expozice Josef Toufar v kostele[8]
- Hrob Josefa Toufara v kostele[9]
- Pomník Josefu Toufarovi před kostelem, autorem je Roman Podrázský[10]
- Symbolický hrob Josefa Toufara před kostelem[11]

## Zajímavosti

### Geometrický střed Česka
V katastru obce byl geodeticky zaměřen střed České republiky. Tento bod byl určen několika nezávislými zdroji. Nalézá se asi 400 m severovýchodně od kostela. Jeho zeměpisné souřadnice jsou: 49°44′38″ s. š., 15°20′19″ v. d. Je to vlastně těžiště plochy vymezené státní hranicí, přičemž není brán v úvahu rozdíl nadmořských výšek. Na místě těžiště v nadmořské výšce 527,9 m byl 12. prosince 2006 vztyčen pamětní kámen. Podle některých odborníků je tento střed pouze jedním z geografických středů Česka, zaměřený geodeticky, proto je vhodnější jej označovat jako „geometrický střed“.

### Vrch Borovina
Jihovýchodním směrem se nachází vrch Borovina (585 m), z kterého je možný rozhled do širokého okolí. Za příhodných podmínek je možno odtud vidět i Sněžku (1603 m).

### Hasičské muzeum
Hasičské muzeum v Číhošti je malé muzeum v obci, součástí jeho sbírek jsou dvě historické hasičské stříkačky.

## Fotogalerie

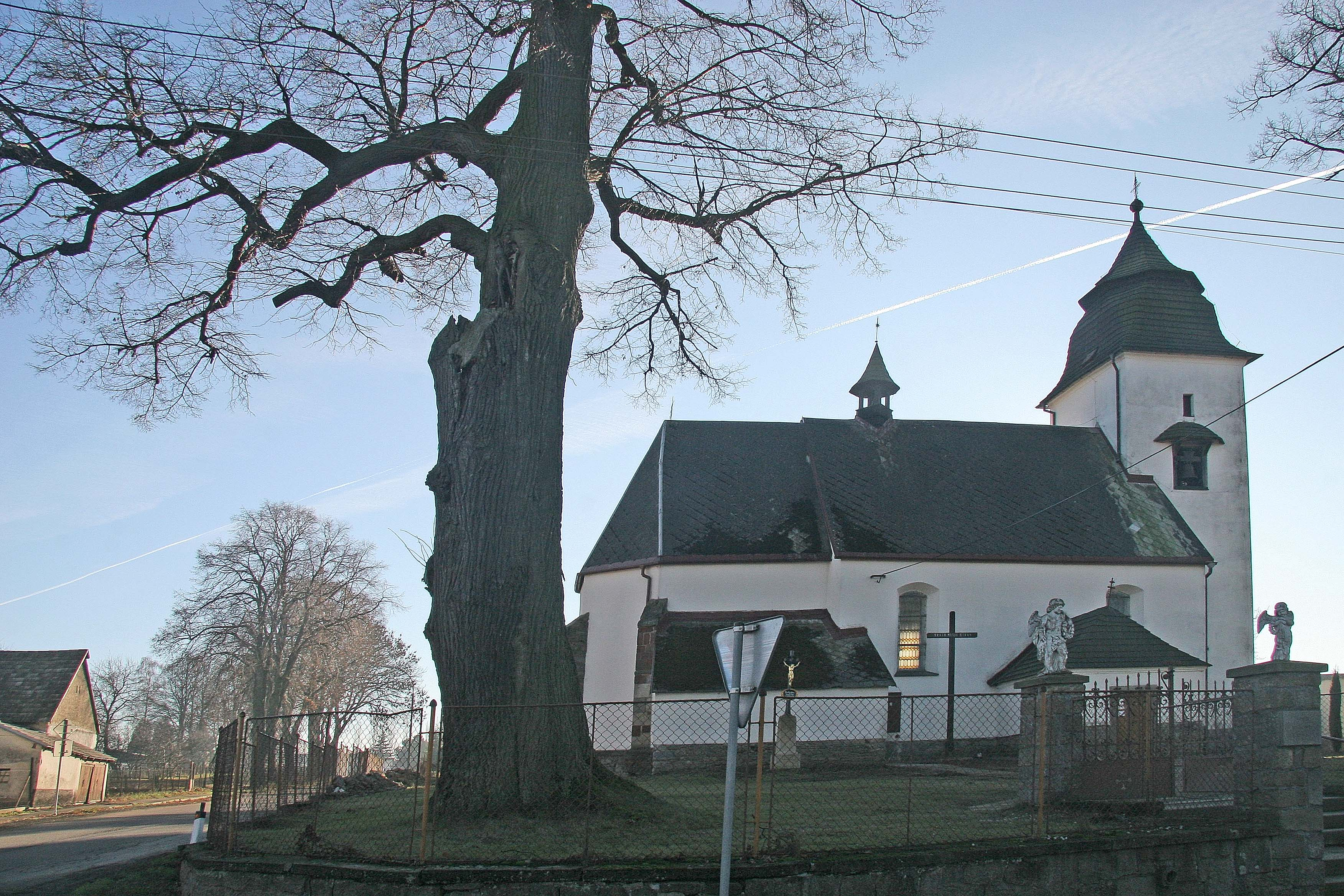
kostel Nanebevzetí Panny Marie v Číhošti
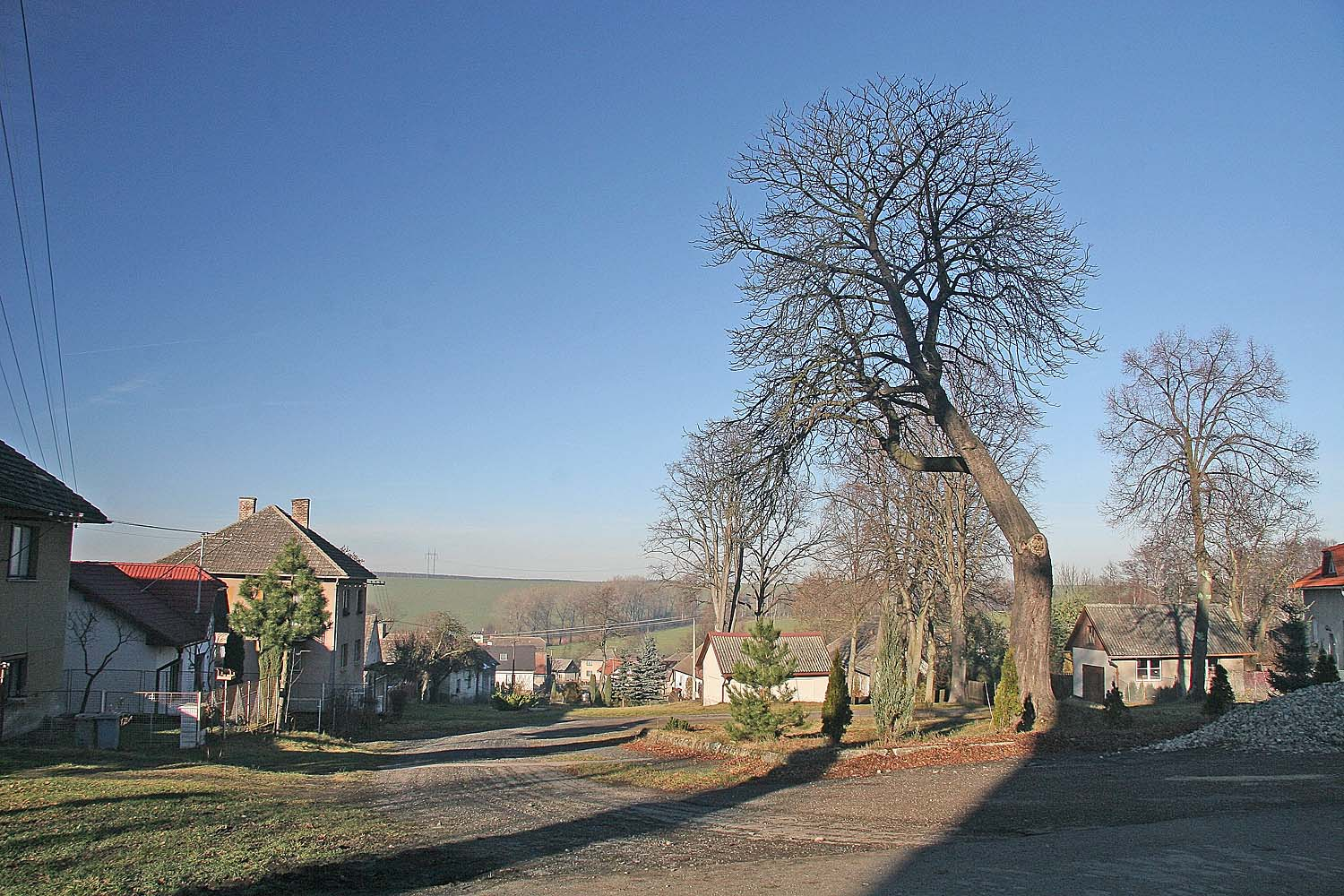
Náves v obci Číhošť
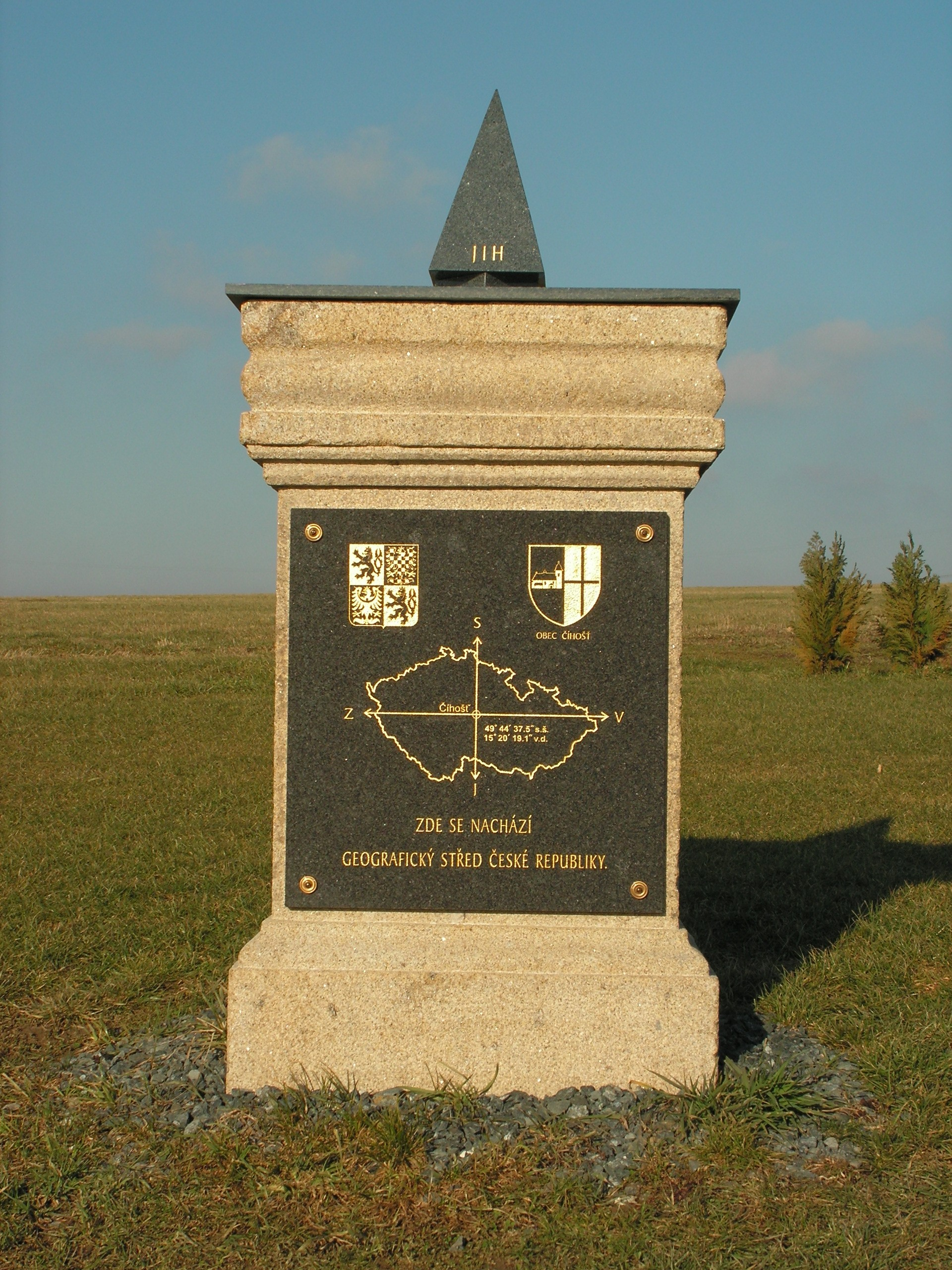
Střed České republiky
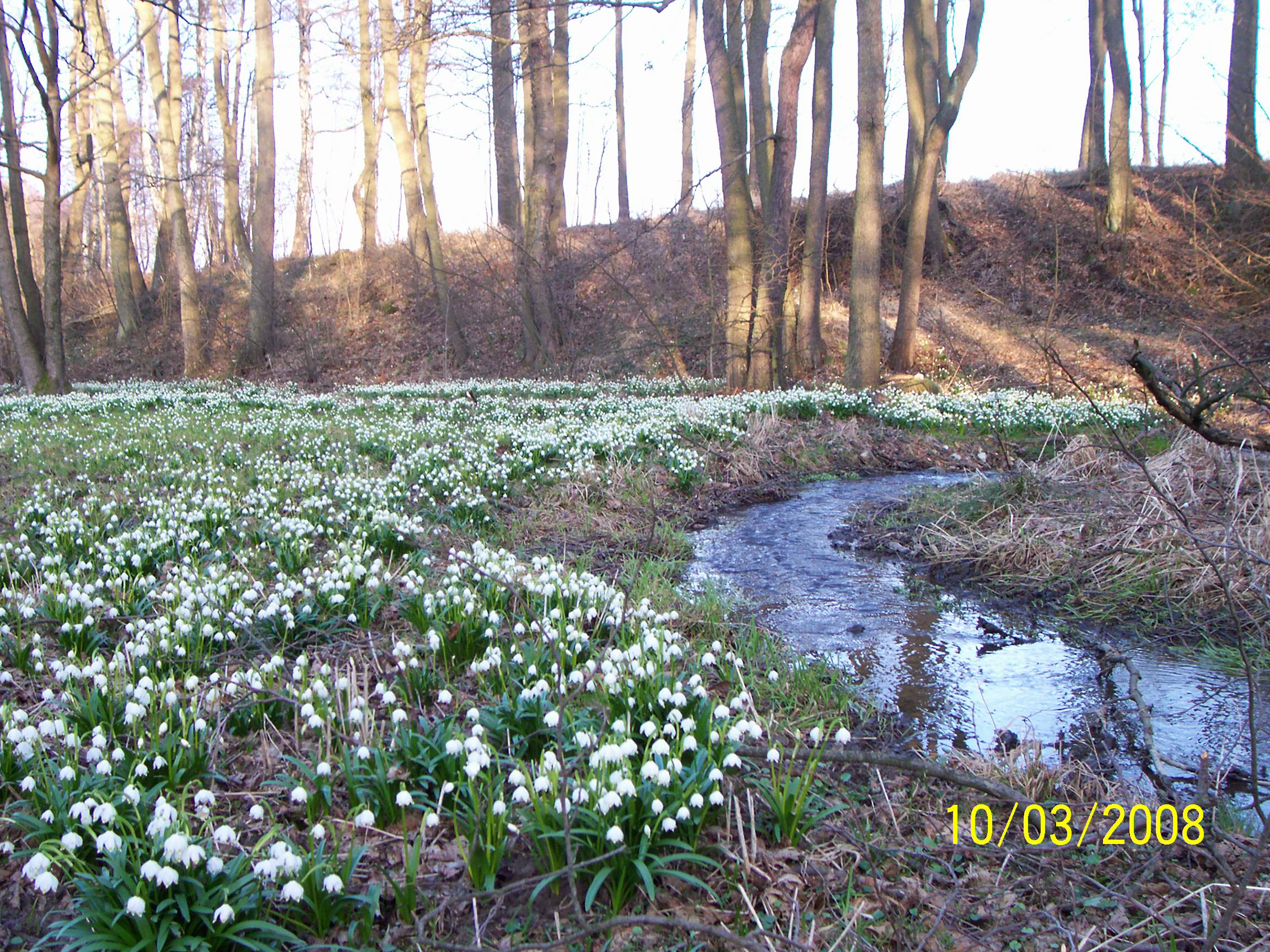
Louka u Hroznětína s výskytem bledule jarní 1
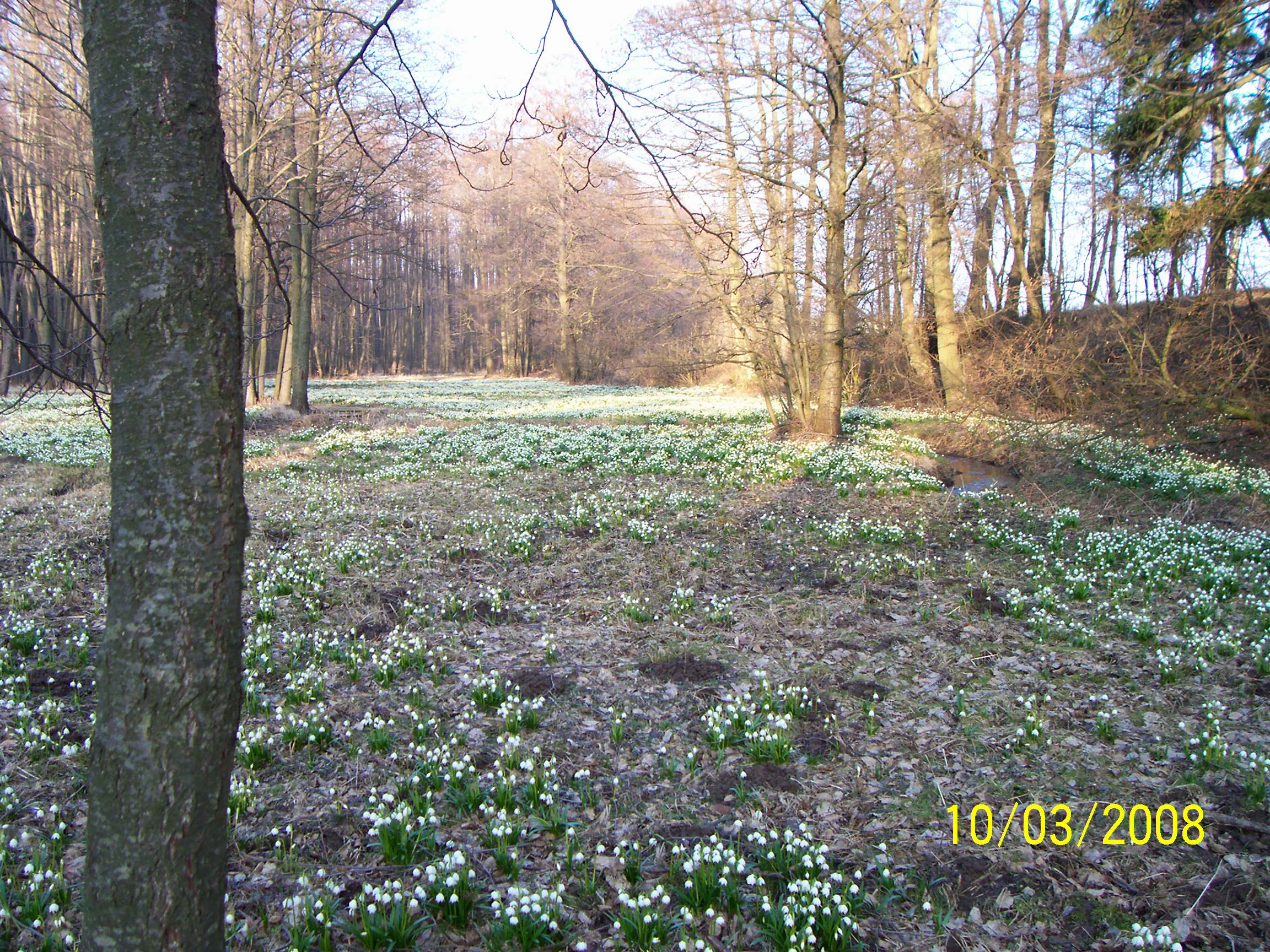
Louka u Hroznětína s výskytem bledule jarní 2
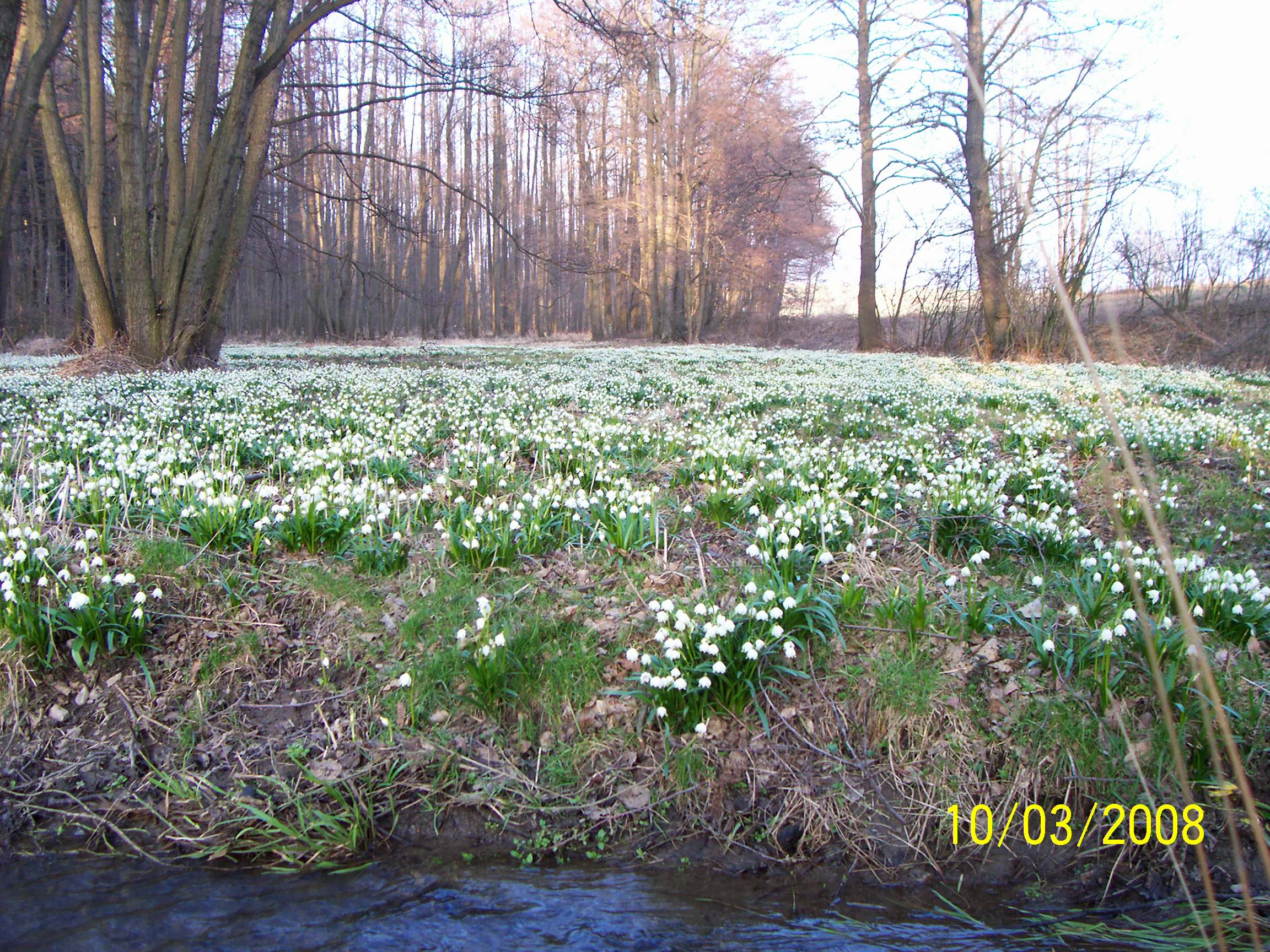
Louka u Hroznětína s výskytem bledule jarní 3
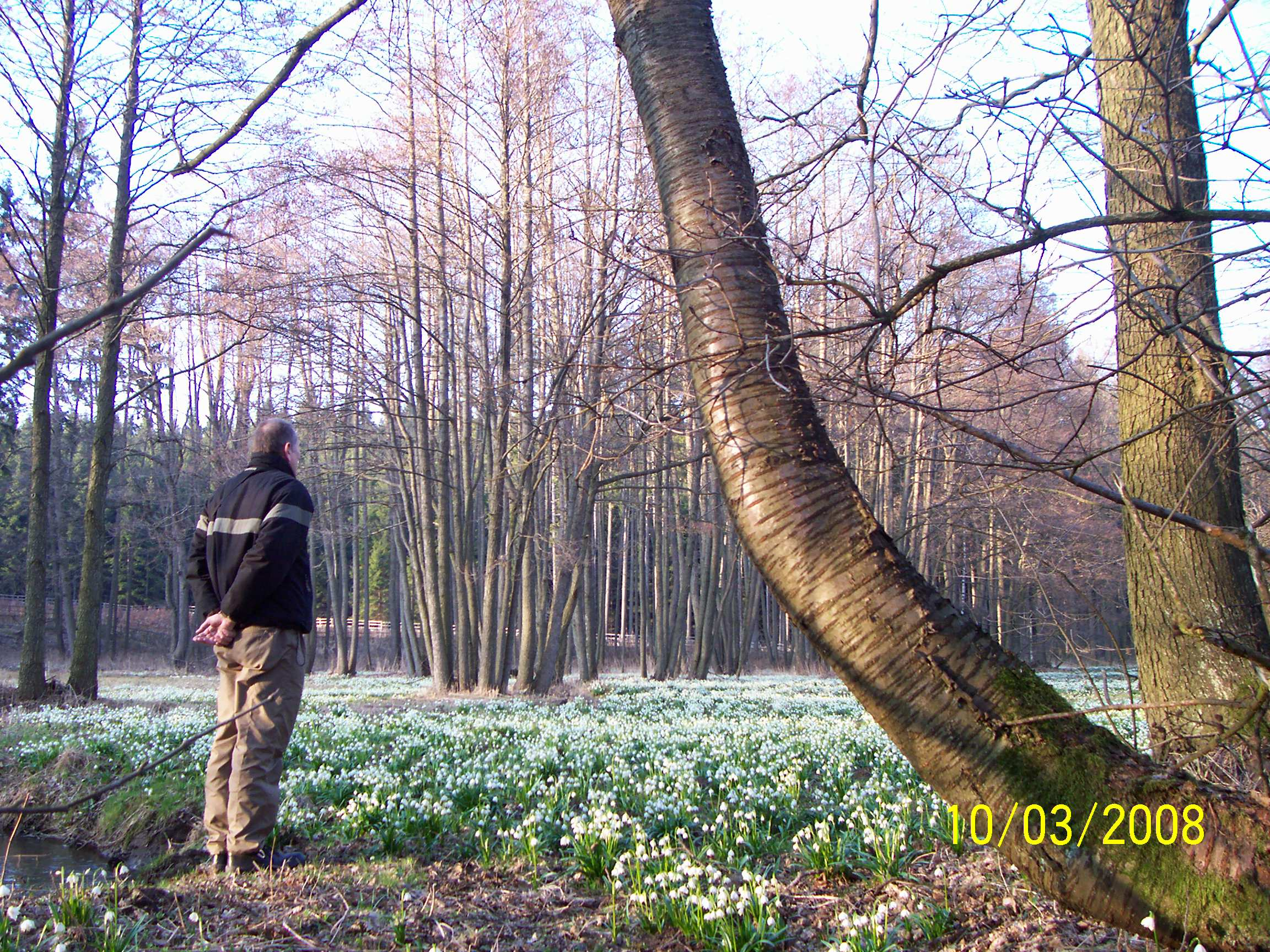
Louka u Hroznětína s výskytem bledule jarní 4